# 庫庫伊
庫庫伊（西班牙語：el Cucuy）一個拉丁美洲的怪物，傳說會在半夜抓走不聽話的小孩，把他們裝進布袋後帶到巢穴，再吃掉他們。是床邊故事的經典怪物，作用相當於歐美世界中的boogeyman、華人世界中的虎姑婆、德國文化中的坎卜斯。

## 來源
庫庫伊的傳說神話起源於葡萄牙和西班牙的加利西亞。

## 其他名稱
許多拉丁美洲國家將庫庫伊稱為"el Cuco"或"el Coco"。在美國新墨西哥州北部和科羅拉多州南部，由於那裡有大量的西班牙裔人口，el Cuco和英文融合後的名稱是"The Coco Man"。而在巴西民俗文化裡，他們將庫庫伊稱為"Cuca"，形象為有著女性人體的鱷魚。

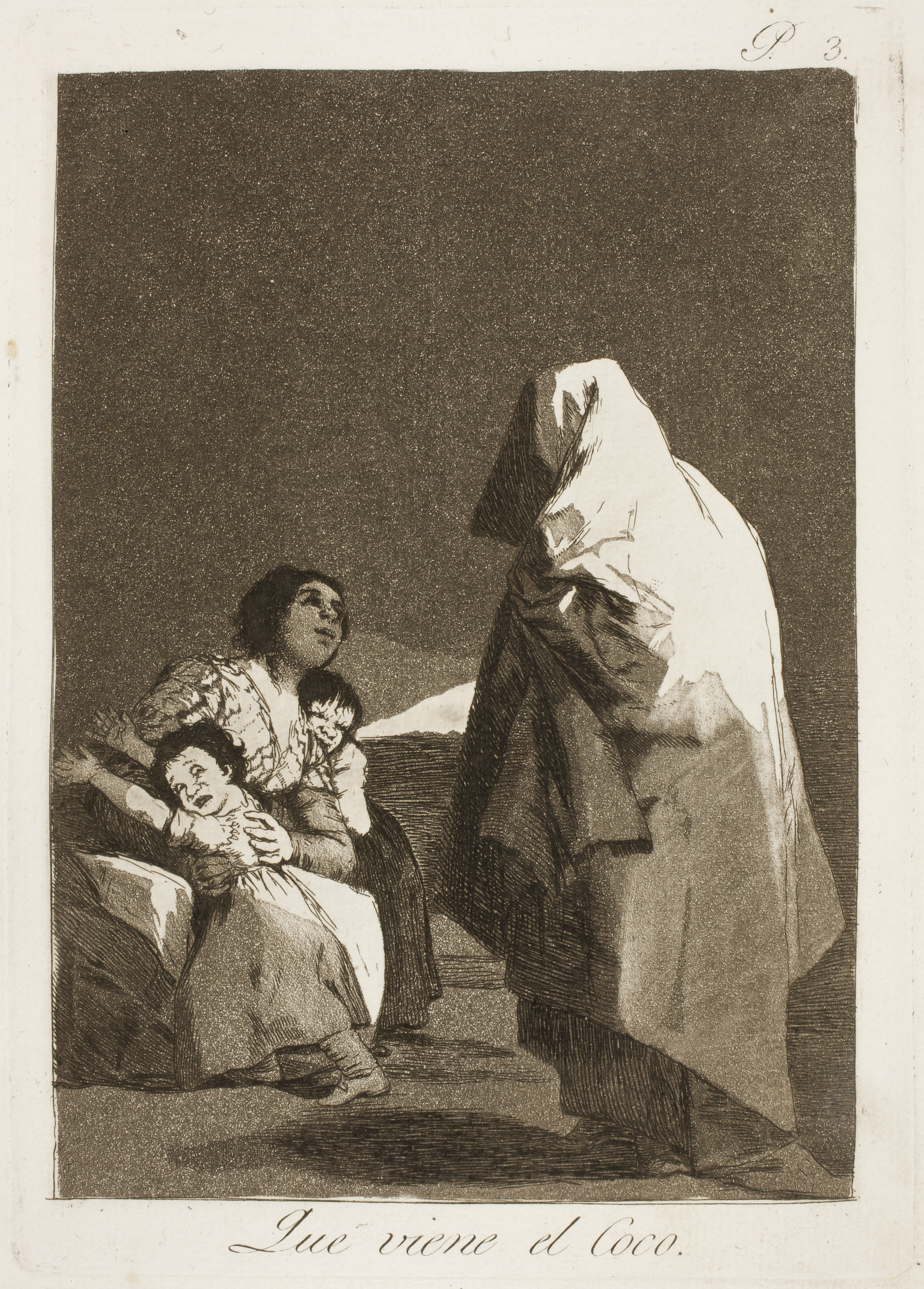
戈雅的「Que Viene el Coco」(1799)

## 現代電影裡的形象
《Cucuy: The Boogeyman》（中譯：奪子惡靈）為2018年由Syfy上映的一部電影。劇情描述一個純樸小鎮受到庫庫伊的侵害，發生許多兒童失蹤的事件。這部電影裡的庫庫伊，穿著深灰色斗篷，帶著一個麻布袋，擁有血紅色的眼睛，且閃閃發光，還有佈滿利齒的大嘴、又尖又長的黑色爪子，雙腳猶如馬匹一樣有著蹄子。因此電影裡的庫庫伊走動時會有馬蹄聲，祂還特別喜歡在屋頂上四處走動，驚嚇屋內的人們。它會在深夜尋找不聽話、做壞事的小孩，將他們抓走並裝入麻布袋裡，袋子裡的空間會跟庫庫伊的世界連結，在庫庫伊的世界裡，從麻布袋掉進去的地方是一個陰森、充滿骸骨的洞穴，因為庫庫伊就是在這裡把抓來的小孩生吞活剝。